# William Ernest Hocking
William Ernest Hocking, ameriški filozof, predstavnik idealizma, * 10. avgust 1873, Cleveland, Ohio, ZDA,  † 12. julij 1966, Madison, New Hampshire, ZDA. 
Večji del svojih raziskav je namenil filozofiji religij in vključevanju filozofskega idealizma z empirističnimi filozofskimi strujami in modernimi znanstvenimi spoznanji. Ukvarjal pa se je tudi z drugimi temami kot so človekove pravice, svetovna politika, svobodo tiska, pedagogiko in ostalimi politično aktivističnimi vsebinami. Leta 1958 je postal predsednik Ameriškega združenja za metafiziko (Metaphysical Society of America).

## Zgodnje življenje in izobrazba
William Ernest Hocking se je rodil leta 1873 v ameriškem mestu Cleveland v zvezni državi Ohio. Svojo izobraževanje je začel v javnih šolah. Te je obiskoval vse do konca srednje šole. Po končani srednji šoli je delal kot ilustrator, kartograf in pomočnik v tiskarni. Leta 1894 se je vpisal v kolidž Iowa State College of Agriculture and Mechanical Arts z namenom, da bi postal inženir. Med branjem monumentalnega dela Williama Jamesa Načela psihologije (The Principles of Psychology) se je odločil za študij filozofije na Harvardu. Pred začetkom tega študija je delal kot učitelj in ravnatelj na srednjih šolah, da bi zaslužil denar za študij. Leta 1899 se je vpisal na Harvard. Njegov profesor filozofije je bil Josiah Royce, ki s svojo interpretacijo objektivnega idealizma pomembno vplival na delo Hockinga. Leta 1901 je pridobil magisterij. Med letoma 1902 in 1903 se je izpopolnjeval v Berlinu, Heidelbergu in Göttingenu v Nemčiji, kjer je spoznal filozofa, ustanovitelja fenomenološke šole  Edmunda Husserla. 1903 se je vrnil na Harvard in leta 1904 promoviral. Leto kasneje (1905) se je poročil z Agnes O'Reilly, s katero je imel tri otroke: Richarda, Joan in Hesterja.

## Kariera
Že v svojem zgodnjem življenju je učil na srednjih šolah, ampak svojo prvo pravo profesuro je začel kot profesor primerjave religij na semenišču Andover Theological Seminary. Leta 1906 se je preselil na zahodno obalo Združenih držav, kjer se je priključil filozofski fakulteti na Berkeleyu. Leta 1908 je začel delati na Yaleu, kjer je delal kot pomočnik profesorja in objavil svoje prvo večje delo Pomen Boga v človeški izkušnji (The Meaning of God in Human Experience, 1912). Leta 1914 se je vrnil na Harvard in postal profesor naravne religije ter moralne filozofije. Med prvo svetovno vojno je bil Hocking med prvimi ameriškimi civilnimi inženirji na fronti v Franciji. Leta 1918 je bil imenovan za inšpektorja v vojaških kampih za usposabljanje. Po vojni se je vrnil na Harvard, kjer je ostal do konca svoje kariere. 
V letih med 1930 in 1932 je vodil Komisijo za ovrednotenje (Commission of Appraisal), ki je preučevala pokristjanjevanje v Indiji, Burmi, na Kitajskem ter Japonskem. Poročilo komisije z naslovom Ovrednotenje misijonskega dela: laično mnenje po sto letih, znano tudi kot Hockingovo poročilo, je bilo izdano leta 1932. V njem je razpravljal o spreminjajoči vlogi pokristjanjevanja v neevropskih kulturah. Poročilo je izvalo burno reakcijo med ameriškimi protestantskimi misijonarji, saj je Hocking zagovarjal več socialnega dela, izobraževanja in prenosa pooblastil na lokalne skupnosti ter manj samozaverovanosti in pokroviteljstva do drugih kultur in njihovih avtohtonih lokalnih ver. Izpostavil je pomembnost šolanja tudi brez neposredne evangelizacije. Prav tako je zagovarjal organizacijsko poenotenje misijonarskega dela z ustanovitvijo krovne organizacije protestantskih misijonov. Med obiskom na Kitajskem je napisal študijo o novokonfucijanskem filozofu iz 12. stoletja Zhu Xiju. Predvsem je izpostavil njegovo znanstvenost, ki je po njegovem mnenju mnogi evropejski filozofi niso imeli.
Leta 1936 je bil povabljen, da opravi eno predavanje na univerzah v Oxfordu in Cambridgeu na temo religije in predvsem krščanstva. Tam je začel podpirati idejo o univerzalni  religiji, v kateri naj bi verjeli v dolžnost in v vir dobrega. 

## Filozofija
V politični filozofiji je Hocking verjel, da mora biti liberalizem nadomeščen z novo obliko individualizma, ki ga bo vodilo načelo: "Vsak človek bo cel človek" (Every man shall be a whole man). Verjel je, da bi moral vsak sam razviti svojo moč, ki jo ima v sebi. Poleg tega je razvil princip o svobodi: svoboda je biti svoboden, da izpopolniš svojo svobodo (freedom is the freedom to perfect one's freedom). Za njega je bilo krščanstvo pomemben faktor pri nastanku svetovne civilizacije. Kljub temu je verjel, da nobena dogma ne vodi v religiozno znanje, temveč da se le-to razvije zgolj iz individualne izkušnje. 

## Negativen pragmatizem
Eden največjih prispevkov Hockinga filozofiji je negativen pragmatizem. V osnovi to pomeni, da to ,kar deluje pragmatično je ali pa ni resnično, to, kar ne deluje, pa zagotovo ni resnično. To pomeni, da je neke vrste definicija resničnosti. Iz tega lahko sklepamo, da to, kar je resnično vedno deluje, čemur pa ni vedno tako. Kasnejša analiza je pokazala, da je to, kar je res lahko samo iluzija. Na primer: če prevzamemo, da je vzhajanje in zahajanje Sonca resnično zaradi vizualnega vtisa, je to napačno, saj je to le iluzija, ki jo iz naše perspektive ustvari rotacija Zemlje okoli svoje osi. Zaradi tega je v zgodovini sprva močno prepričljiv geocentrični model. Za Hockinga zato resnica ne deluje vedno po konstantnem načelu "truth always works"Najti neskladnost v celoti, za katero se sicer zdi, da deluje dobro, Hocking označi za ti. negativni pragmatizem.  

## Pomembna dela
- Pomen Boga v človeški izkušnji (The Meaning of God in Human Experience: A Philosophic Study of Religion, 1912)
- Morala in njeni sovražniki (Morale and Its enemies, 1918)
- Človekova narava in njena prenova (Human Nature and Its Remaking, 1923)
- Posameznik in država (Man and the State,1926)
- Tipi filozofije (Types of Philosophy, 1929)
- Ovrednotenje misijonarskega dela: laično mnenje po sto letih, krajše: Hockingovo poročilo (Re-Thinking Missions: A Laymen's Inquiry After One Hundred Years, 1932)
- Živa religija in svetovna vera (Living Religions and a World Faith, 1938)
- Civilizacija prihodnjega sveta (The Coming World Civilization, 1956)